# Marco Mezquida
Marco Mezquida (* 11. März 1987 in Maó auf Menorca) ist ein spanischer Jazzmusiker (Piano, Komposition).

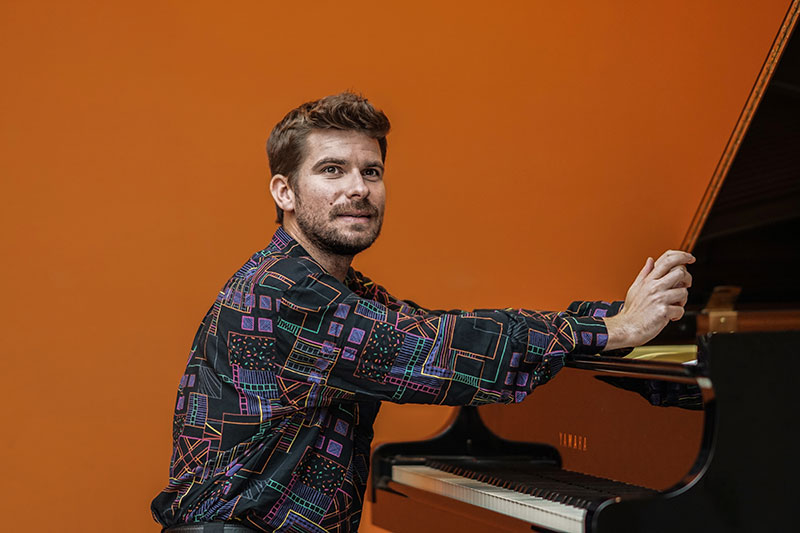
Marco Mezquida (2018)

## Leben und Wirken
Mezquida, dessen Eltern Lehrer sind, beschäftigte sich bereits im Alter von drei Jahren mit Musik; seit dem siebten Lebensjahr erhielt er klassischen Klavierunterricht an der Städtischen Musikschule von Maó; später erhielt er Unterricht in Jazzpiano und Improvisation bei Suso González. An der Escuela Superior de Música de Cataluña in Barcelona, wo er bis 2009 studierte, unterrichteten ihn Agustí Fernández, Lluís Vidal, Albert Bover, Juan de la Rubia und Luca Chiantor.
Bereits in jungen Jahren trat Mezquida im Palau de la Música in Barcelona mit einem Soloprogramm auf. Sein Trio-Album My Friend Marko (2013, mit Marko Lohikari und Carlos Falanga) erhielt begeisterte Kritiken und einen Preis des Magazins Enderrock. Er spielte im Duo mit Sílvia Pérez Cruz, mit Celeste Alías, mit Alfonso Vilallonga und Sol Picó, ebenso stellte er sein Soloalbum La hora fertil vor. Weiterhin kam es zur Zusammenarbeit mit Lee Konitz, Dave Liebman, Chris Cheek, Eliot Zigmund, Perico Sambeat, Javier Colina, Gorka Benítez und Jorge Rossy.
Gemeinsam mit dem Flamencogitarristen Chicuelo, mit dem Mezquida seit 2013 auftrat, veröffentlichte er 2017 das Album Conexión, das im Trio mit Perkussionist Paco de Mode auch bei der Jazzahead vorgestellt wurde. 2019 folgte mit Chicuelo No hay dos sin tres, das wie schon Conexión auch international von der Kritik und dem Publikum wahrgenommen wurde. Gemeinsam mit Perkussionist Aleix Tobías und Cellist Martín Meléndez widmet er sich zudem seit 2016 aus Jazzperspektive den Werken von Maurice Ravel im Programm Ravel's Dreams, das er auch bei Elbjazz 2019 vorstellte. Er ist auch auf Alben von S´Albaida, Juan Pablo Balcázar, Carlos Falanga, Giulia Valle, Guillermo McGill, Michael Olivera und Memoria Uno zu hören.
Mezquida wurde zwischen 2011 und 2013 von der Asociación de Músicos de Jazz y Moderna de Cataluña mehrfach als „Musiker des Jahres“ herausgehoben. 2022 erhielt er mit seinem Trio in München den BMW Welt Jazz Award.
Er hat Musik für das Theater und für Kurzfilme komponiert. Zudem lehrt er am Conservatori Superior de Música del Liceu in Barcelona.

## Diskographische Hinweise
- My Friend Marco (Fresh Sound New Talent 2013, mit Marko Lohikari, Carlos Falanga)
- Ravel’s Dreams (Discmedi 2017, mit Aleix Tobías, Martín Meléndez)
- Chicuelo, Marco Mezquida: Conexión (Taller de Músics 2017, mit Paco de Mode)
- Marco Mezquida, Jesper Bodilsen, Martin Maretti Andersen: Pieris (Stunt Records, 2018)
- Chicuelo, Marco Mezquida: No hay dos sin tres (Taller de Músics 2019, mit Paco de Mode)
- Talismán (Galileo Music 2020, mit  Aleix Tobías, Martín Meléndez)
- Tornado (Galileo 2023, mit Ramon Prats, Masa Kamaguchi)[6]